# Le Médecin de campagne (film, 1927)
Pour les articles homonymes, voir Le Médecin de campagne (homonymie).
Pour plus de détails, voir Fiche technique et Distribution.
Le Médecin de campagne (titre original : The Country Doctor) est un film muet américain réalisé par Rupert Julian, sorti en 1927.
Il a été produit par Cecil B. DeMille et distribué par Pathé Exchange,,. 

## Fiche technique
- Titre original : The Country Doctor
- Réalisation : Rupert Julian
- Assistant de direction : Leigh Smith
- Scénario : Beulah Marie Dix, d'après une histoire de Izola Forrester et Mann Page
- Production : DeMille Pictures Corporation
- Photographie : J. Peverell Marley
- Montage : Claude Berkeley
- Costumes : Adrian
- Durée : 80 minutes
- Date de sortie :
  - États-Unis : 22 août 1927

## Distribution
- Rudolph Schildkraut : Dr. Amos Rinker
- Junior Coghlan : Sard Jones
- Sam De Grasse : Ira Harding
- Virginia Bradford : Opal Jones
- Gladys Brockwell : Myra Jones
- Frank Marion : Joe Harding
- Jane Keckley : Abbie Harding
- Louis Natheaux : Sidney Fall
- Ethel Wales : Redora Bump
- Carmencita Johnson : la petite fille

## Conservation
Des copies sont conservées dans plusieurs archives américaines et européennes
.